# Leptogenys cryptica
Leptogenys cryptica é uma espécie de formiga do gênero Leptogenys, pertencente à subfamília Ponerinae.